# Григорьев, Борис Николаевич (строитель)
Борис Николаевич Григорьев (10 января 1927 — 22 марта 1994) — передовик советской строительной отрасли, бригадир слесарей-монтажников Первого Липецкого специализированного монтажного управления треста «Металлургпрокатмонтаж» Министерства монтажных и специальных строительных работ СССР, Герой Социалистического Труда (1980).

## Биография
Родился в 1927 году в городе Вологде, в семье служащего.
Официально трудиться стал в 1945 году слесарем-монтажником Мариупольского монтажного управления треста «Союзмонтажстрой». Четыре года отработал на московских объектах этого управления. В 1956 году переведён бригадиром слесарей-монтажников Липецкого строительно-монтажного управления «Союзмонтажстрой».
В конце 1970-х годов его бригада получила задание в короткие сроки смонтировать главный агрегат цеха прокатки Новолипецкого металлургического заводы. Оборудование было иностранное и Григорьев его не знал. Однако, он сделал расчёты и в три этапа выполнил эту работу. На каждом этапе он предлагал свои эффективные способы монтажных работ.
Указом Президиума Верховного Совета СССР от 3 сентября 1980 года за достижение высоких показателей в строительстве Борису Николаевичу Григорьеву было присвоено звание Героя Социалистического Труда с вручением ордена Ленина и медали «Серп и Молот».
Продолжал трудиться в тресте до выхода на пенсию. Участвовал в строительных работах в самом Липецке и по всей стране.
Проживал в городе Липецке. Умер 22 марта 1994 года.

## Награды
За трудовые успехи был удостоен:
- золотая звезда «Серп и Молот» (03.09.1980)
- два ордена Ленина (в том числе 03.09.1980)
- Орден Знак Почёта
- другие медали.